# Henri Bachet
Henri Bachet (ur. 22 listopada 1906, zm. ?) – francuski żeglarz, olimpijczyk.
Na regatach rozegranych podczas Letnich Igrzysk Olimpijskich 1936 wystąpił w klasie 8 metrów zajmując 9 pozycję. Załogę jachtu EA II tworzyli również Charles Gaulthier, Ernest Granier, Rémi Schelcher, Pierre Arbaut i Pierre Gaudermen.